# 캄브리아 편년사

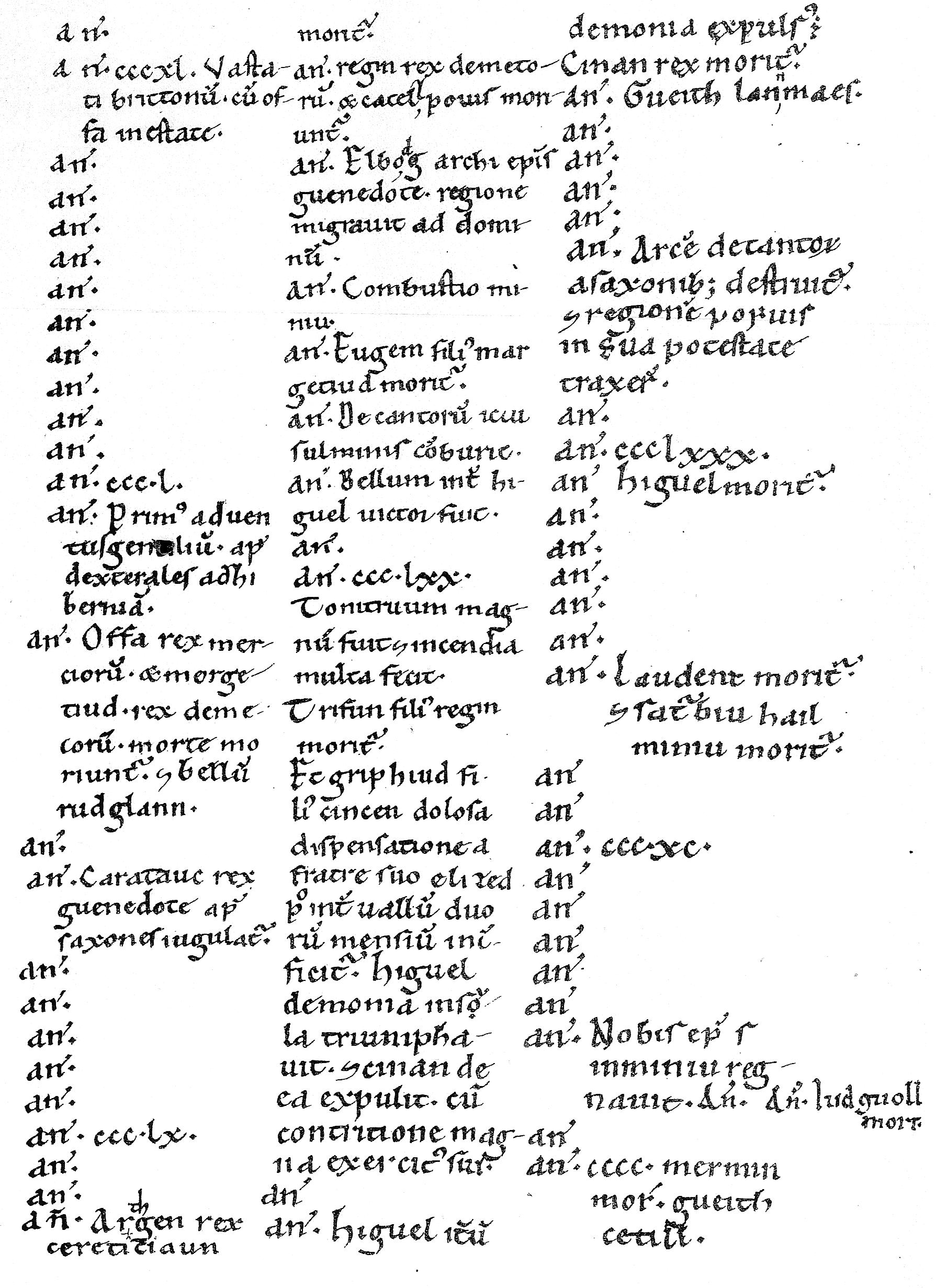

《캄브리아 편년사》(라틴어: Annales Cambriae)는 웨일스 더베드 세인트데이비즈에서 발견된 여러 연대기 문헌들을 정리한 라틴어 문헌 일체를 일컫는 말이다. 가장 오래된 것은 12세기 판본이며 원본은 아마 10세기 중반에 작성된 것으로 추측된다.

## 같이 보기
- 웨일스의 역사